# Edward Canby
Pour les articles homonymes, voir Canby (homonymie).
Edward Richard Sprigg Canby (9 novembre 1817 – 11 avril 1873) était un officier de carrière dans l'armée des États-Unis, général de l'Union dans la guerre de Sécession et les guerres indiennes. Il est tué par des Amérindiens Modocs, frustrés par le résultat de la dernière négociation lors de la guerre des Modocs, le 11 avril 1873.

## Famille et formation
Canby est né le 9 novembre 1817 à Piatt's Landing, dans le comté de Boone au Kentucky, fils de Israel T. Canby et Elizabeth (Piatt) Canby. Il fréquente Wabash College, puis entre à l'Académie militaire de West Point, dont il sort en 1839. Il est nommé second lieutenant dans le 2e régiment d'infanterie. Il épouse Louisa Hawkins à Crawfordsville, dans l'Indiana, le 1er août 1839. Les autres cadets de West Point le surnommaient « Sprigg », mais pendant la majeure partie de sa carrière, il est désigné par le nom de « E.R.S. Canby », et signe parfois lui-même « Ed.R.S. Canby ».

## Carrière militaire avant la guerre de Sécession
Au début de sa carrière, il participe à la seconde guerre séminole en Floride et combat pendant la guerre américano-mexicaine, où il reçoit trois promotions, en particulier un brevet de major à Contreras et Churubusco et un brevet de lieutenant-colonel à Belén Gates. Il est aussi nommé à divers autres postes, à New York et comme adjudant général en Californie de 1849 à 1851, au moment de la transition de cette région du statut de territoire à celui d'État. Contre ses propres désirs, il est obligé de remplir ce qui est censé être le poste civil de conservateur des Archives de Californie de mars 1850 jusqu'à son départ de Californie en 1851. Les Archives incluaient des registres des gouvernements espagnols et mexicains en Californie ainsi que ceux des missions et des titres de propriété. Canby avait évidemment une certaine connaissance de l'espagnol qui lui fut utile pendant cette période (La Filson Historical Society à Louisville, dans le Kentucky conserve ce qui semble être un document de la main de Canby, rédigé en espagnol et dans lequel il s'identifie comme « Edwardo Ricardo S. Canby »).
Canby est ensuite en fonction dans le Wyoming et dans l'Utah (alors tous deux parties du territoire de l'Utah) durant la guerre de l'Utah, en 1857-1858. Il croise alors le chemin du capitaine Henry Hopkins Sibley (qu'il a peut-être déjà connu quelque peu à West Point) lorsque ce dernier est traduit en cour martiale, car Canby fait partie des juges. Sibley est acquitté. Canby écrit ensuite une quittance pour une tente militaire, inspirée par les tipis, que Sibley a inventée. Les deux officiers sont plus tard assignés au Nouveau-Mexique, où Canby coordonne une campagne contre les Navajos en 1860, commandant à Sibley une tentative futile de capturer et de punir les Navajos à cause de leurs déprédations contre le bétail des colons. La campagne se termine sans résultat, Canby et Sibley réussissant à peine à entrevoir les Navajos, généralement à une distance trop grande pour pouvoir les attraper.

## Guerre de Sécession
Au début de la guerre de Sécession, Canby commande Fort Defiance dans le territoire du Nouveau-Mexique. Il est promu colonel du 19e régiment d'infanterie le 14 mai 1861, et le mois suivant commande le département du Nouveau-Mexique. Bien que défaites par le brigadier-général confédéré Henry Hopkins Sibley en février 1862 à la bataille de Valverde, ses troupes finissent par contraindre les Confédérés à une retraite au Texas après la victoire décisive de l'Union à la bataille de Glorieta Pass. (Cette bataille, toutefois, est livrée sous le commandement du colonel John P. Slough, appartenant aux Volontaires du Colorado, qui désobéit à l'ordre de Canby de ne pas affronter directement les Confédérés.) Immédiatement après la bataille, Canby est promu brigadier-général le 31 mars 1862. Regroupant les forces qu'il avait divisées auparavant, Canby se lance à la poursuite de l'armée confédérée en retraite mais abandonne vite la chasse et les laisse atteindre le Texas. Peu après l'échec de l'invasion confédérée du Nouveau-Mexique, Canby est remplacé à son commandement par le général James H. Carleton et réaffecté à l'est.
Il devient « commandant général de la ville et du port de New York » le 17 juillet 1863, juste après les émeutes de la conscription. Il reste à ce poste jusqu'au 9 novembre, relançant l'enrôlement et surveillant aussi un camp de prisonniers dans le port de New York. Il travaille ensuite dans le bureau du secrétaire à la Guerre, décrivant sa position dans une lettre privée comme celle d'un assistant adjudant général. (Rétrospectivement, un adjudant général du XXe siècle, Edward F. Witsell, a décrit la position de Canby comme analogue à celle d'un assistant du secrétaire à la Guerre.) En mai 1864, Canby est promu major général et retourne à l'Ouest, où il commande la division militaire du Mississippi occidental. Il est blessé à la hanche par un tireur d'élite alors qu'il est à bord de la canonnière USS Cricket sur la White River dans l'Arkansas, le 8 novembre 1864. Canby commande les forces de l'Union affectées à la campagne de Mobile pendant le printemps 1865, campagne qui culmine avec la bataille de Fort Blakely, et conduit à la chute de Mobile dans l'Alabama en avril 1865. Canby accepte la reddition du général Richard Taylor à Citronelle, dans l'Alabama, le 4 mai 1865, et celle du général Edmund Kirby Smith à l'ouest du Mississippi le 26 mai.
Le succès de Canby au Nouveau-Mexique vient en grande partie de sa planification d'une stratégie de défense globale. Tout comme son opposant, Sibley, il disposait de ressources limitées. Même si les siennes étaient un peu meilleures, il vit surtout que défendre le territoire entier de toute attaque possible obligerait à un étalement risqué de ses forces. Se rendant compte que Sibley devait attaquer le long d'une rivière, Canby décida d'utiliser au mieux ses forces en concentrant sa défense en fonction de deux scénarios d'attaques possibles : une attaque le long du Rio Grande et une autre par les rivières Pecos et Canadian. De plus, les forces défensives mises en place pour contrer cette dernière attaque pouvaient être facilement déplacées pour protéger Fort Union si l'ennemi attaquait par le Rio Grande, ce qu'il fit. Canby prit aussi l'initiative de persuader les gouverneurs du Nouveau-Mexique et du Colorado de recruter des unités de volontaires pour renforcer les troupes fédérales régulières ; les troupes du Colorado furent utiles à la fois à Valverde et à Glorieta (Manuel Chavez, un colonel accompagnant les volontaires du Nouveau-Mexique joua un rôle crucial dans ce dernier engagement). Mais c'était à Sibley de gagner ou de perdre, et en dépit d'un talent militaire parfois supérieur des troupes confédérées et des officiers subalternes, la mollesse et les tergiversations de Sibley pendant l'exécution de plans extrêmement risqués conduisit presque inéluctablement à la déroute confédérée.
Canby était généralement considéré comme un grand administrateur, mais les opinions variaient quant à sa valeur comme militaire. Ulysses S. Grant ne le trouvait pas assez agressif. Dans un incident significatif, Grant envoie à Canby l'ordre de « détruire les chemins de fer et les usines de [l'ennemi], etc. » Dix jours plus tard, Grant le réprimande pour avoir requis des hommes et du matériel afin de construire des chemins de fer : « Je vous ai écrit... pour vous enjoindre... de détruire des chemins de fer, etc., pas de les construire. » Canby était certainement un expert dans les détails administratifs. Si quelqu'un avait une question à propos de règlements militaires ou même de lois constitutionnelles affectant l'armée, Canby était l'homme à consulter. Grant lui-même en vint à apprécier ces qualités en temps de paix, protestant vigoureusement lorsque le Président Andrew Johnson proposa d'affecter Canby loin de la capitale, arguant du fait qu'il y était irremplaçable.
Canby était né dans le Kentucky et son père avait possédé des esclaves. Certains de ses cousins combattirent pour la Confédération et l'un d'eux fut fait prisonnier de guerre. Le père de cet homme écrivit à Canby pour qu'il use de son influence afin de faire libérer son fils sur parole, mais Canby refusa, affirmant qu'il ne se sentait pas le droit de favoriser les membres de sa famille. Plus tard, lorsqu'il devint gouverneur militaire pendant la Reconstruction, il refusa encore de favoriser des Carpetbaggers de sa famille à l'intérieur de sa juridiction.

## La Reconstruction
Après la guerre, Canby commande divers départements militaires, restant en fonction en Louisiane de 1864 à mai 1866 ; au département de Washington (c'est-à-dire Delaware, Maryland, le District de Columbia, et Alexandria et le comté de Fairfax en Virginie) de juin 1866 à août 1867, quand il est assigné au commandement du deuxième district militaire, comprenant Caroline du Nord et du Sud. En août 1868, il reprend brièvement son poste à Washington, mais part pour le cinquième district dès novembre. Là, il se concentre surtout sur la reconstruction du Texas. Il quitte le Texas pour la Virginie, le premier district militaire, en avril 1869, et y demeure jusqu'en juillet 1870. Chacun de ces postes a lieu pendant la Reconstruction et met Canby au centre des conflits entre Républicains et Démocrates, Blancs et Noirs, gouvernements des États et gouvernement fédéral. De nouvelles constitutions sont soit en train d'être écrites, soit en train d'être ratifiées ou appliquées dans chacun des districts qu'il doit commander et il ne peut éviter d'offenser l'un ou l'autre camp, et souvent les deux. Pourtant, Charles W. Ramsdell qualifie Canby de « vigoureux et ferme, mais juste ». Même des opposants politiques, comme le gouverneur de la Caroline du Nord, Jonathan Worth admet que Canby est sincère et honnête.

## Dernière mission
Le 21 juillet 1870, Canby reçoit un doctorat de droit honoris causa de la Wesleyan University à Middletown, dans le Connecticut. En août, il est assigné au commandement de la région du « Nord-ouest Pacifique ». Un des problèmes auxquels il est confronté est que la tribu des Modocs, qui avait jusque-là vécu dans le nord de la Californie, a été contrainte à vivre dans la même réserve de l'Oregon que la tribu des Klamaths avec qui ils ne s'entendent pas. Le gouvernement refuse de leur accorder leur propre réserve en Californie, mais les Modocs retournent à leur ancien territoire. En 1872, la guerre des Modocs éclate. Les Modocs, retranchés dans une redoute au sud du lac Tule, résistent à de nombreuses attaques de l'armée, et la situation tourne à l'impasse.
Le général Canby reçoit des ordres contradictoires de Washington, tantôt en faveur de la paix, tantôt en faveur de la guerre, mais la guerre n'aboutit pas et le gouvernement accepte l'idée d'une commission de paix et y assigne Canby. Les objectifs de la commission sont sapés par l'existence de multiples canaux de communication entre les Modocs et les Blancs. À un moment, quelqu'un en relation avec Kintpuash (encore appelé Captain Jack), le chef modoc, prétend que le gouverneur d'Oregon a l'intention de pendre neuf Modocs sans procès, dès qu'ils se rendront. Ceci induit les Modocs à abandonner les discussions programmées, et enrage Canby parce qu'il croit que son autorité fédérale a priorité sur celle du gouverneur et enlève toute pertinence à la menace ; si les Modocs se rendent à lui, il n'a aucune intention d'autoriser leur punition sans procès préalable.

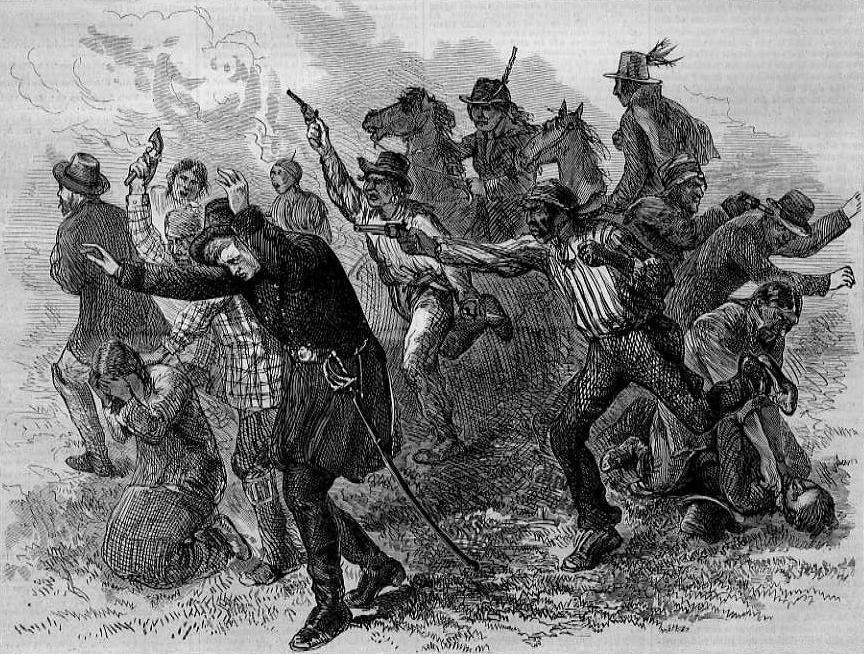
Gravure représentant l'assassinat du général Candy, publiée dans Harper's Weekly le 3 mai 1873.

Le 11 avril 1873, après des mois de faux départs et de rencontres avortées, Canby se rend à d'autres pourparlers, sans arme et avec quelque espoir en vue d'une réconciliation définitive ; le juge E. Steele de Yreka, en Californie, affirme que quand il prévient Canby que les Modocs sont changeants et susceptibles de tuer les commissaires envoyés pour faire la paix à la plus légère provocation, Canby lui répond, « Je crois que vous avez raison, M. Steele, et je respecterai votre conseil, mais ce ne serait pas bien pour le général responsable d'avoir peur de se rendre où les commissaires s'aventurent. » Les discussions ont lieu à mi-chemin entre le camp de l'armée et la redoute tenue par les Amérindiens près du lac Tule. Deux membres de la troupe de Canby apportent des armes cachées et des Modocs en encore plus grand nombre viennent armés. Frustré par les négociations, Kintpuash et l'un de ses lieutenants tirent deux fois dans la tête de Canby et lui coupent la gorge. C'est le premier général tué pendant les guerres indiennes. D'autres membres du groupe sont tués, comme le révérend Eleazar Thomas. D'autres sont blessés. Selon Jeff C. Riddle, auteur de Indian History of the Modoc War (1914), Canby provoqua Kintpuash en affirmant qu'il n'avait pas autorité pour retirer les 1 000 soldats qu'il avait mis en position à proximité.
La mort de Canby est suivie de violents contre-coups contre les Modocs. Tous les journaux de l'Est réclament une vengeance sanglante. E. C. Thomas, le fils du commissaire pour la paix assassiné, témoigne de l'étendue et des limites d'une position modérée : tout en acceptant l'inéluctabilité de représailles contre Captain Jack et ses hommes, et en exprimant même son approbation à cet égard, il rappelle que la mémoire de son père serait déshonorée par une méchanceté généralisée contre les Amérindiens : « Certes, la paix viendra par la guerre, mais pas par l'extermination ». Finalement, Kintpuash, Boston Charley, Schonchin John et Black Kim sont jugés pour meurtre et exécutés le 3 octobre 1873. Les Modocs sont envoyés dans des réserves.

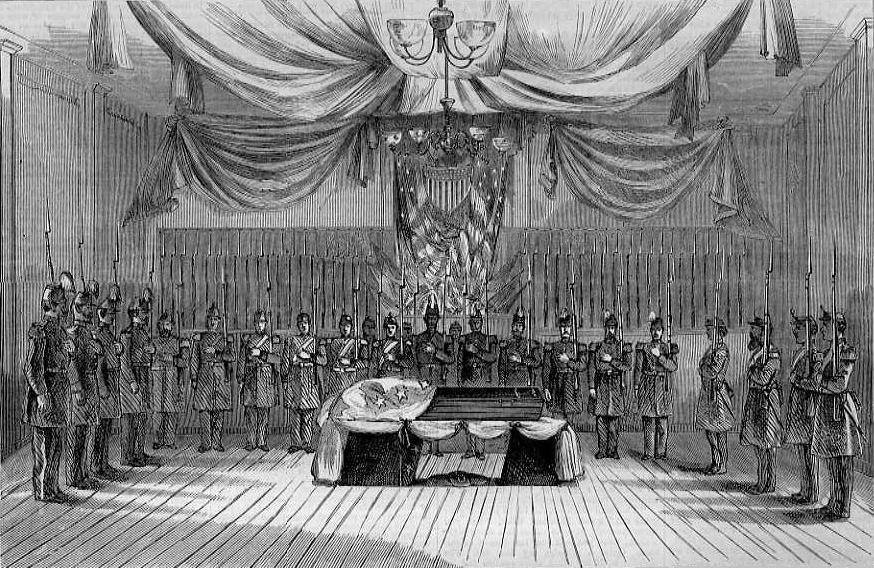
Gravure représentant les funérailles du général Canby, publiée dans Harper's Weekly le 3 mai 1873.

Après un service funèbre sur la côte Ouest, le corps de Canby est ramené dans l'Indiana et enterré dans le cimetière de Crown Hill, à Indianapolis le 23 mai 1873. Au moins quatre généraux unionistes assistent au service funèbre à Indianapolis : William Tecumseh Sherman, Philip Sheridan, Lew Wallace, et Irvin McDowell, les deux derniers portant le cercueil. Un journaliste remarque que, bien que la procession ait été généralement pleine de réserve, « plus d'une fois, des expressions de haine contre les Modocs » rompirent le silence.

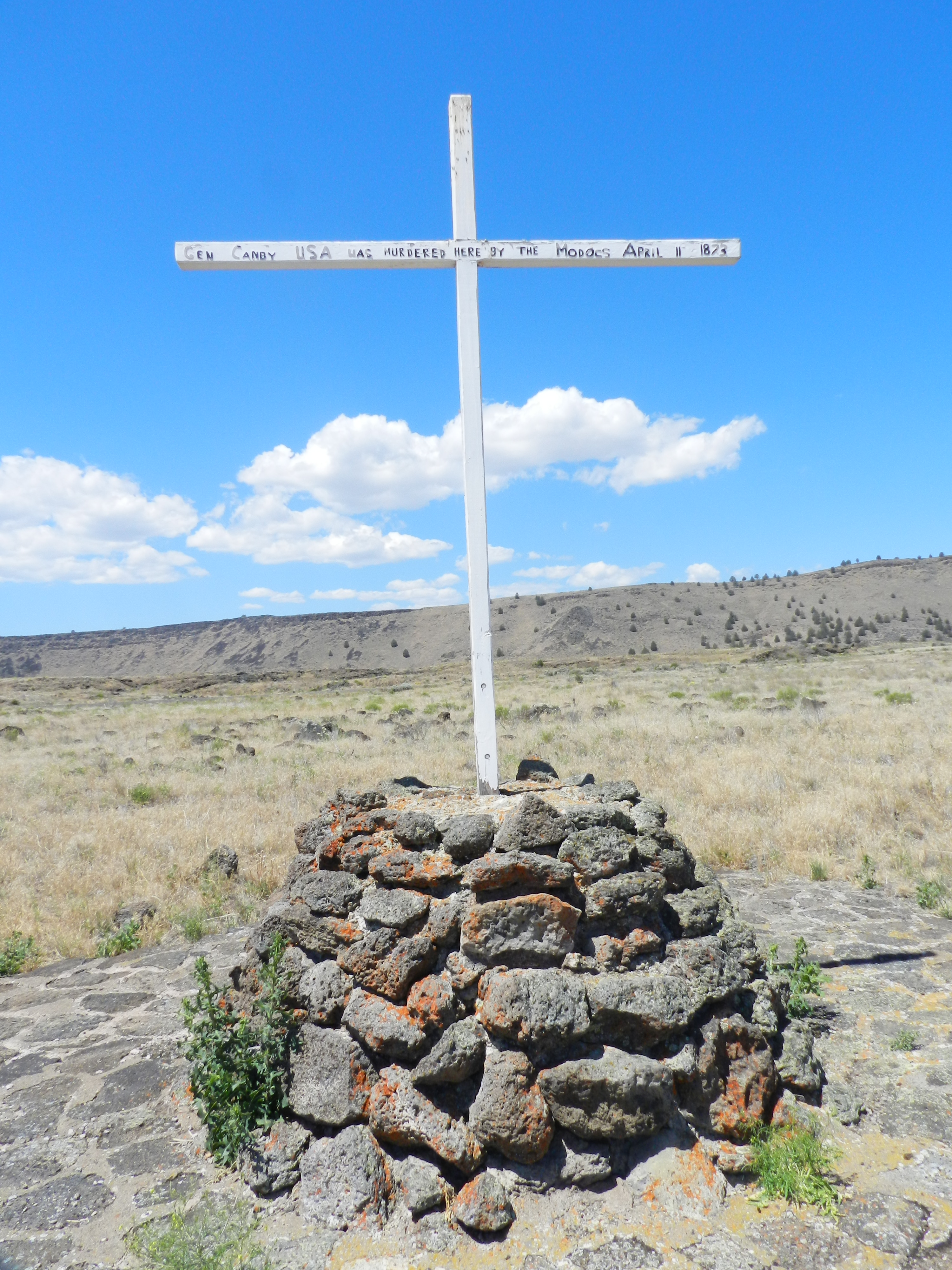
Croix de Canby.

En commémoration de cet assassinat, un monument, la Croix de Canby, fut érigé dans le Lava Beds National Monument. Plusieurs villes portent le nom de Canby : une dans le comté de Clackamas, dans l'Oregon, une dans le comté de Yellow Medicine dans le Minnesota, et une dans le comté de Modoc, en Californie.

## Film
Le colonel Canby est mentionné dans le script du western spaghetti de Sergio Leone, Le Bon, la Brute et le Truand. Son adversaire, le général Sibley, y apparaît brièvement.
Le film l'Aigle solitaire (Drum Beat, 1954) de Delmer Daves, a pour thème l'histoire (très romancée) de la guerre des Modocs. Le meurtre du général Canby (Warner Anderson) par Captain Jack (Charles Bronson) y est relaté.